# Joe Fogler
Pour les articles homonymes, voir Fogler.
Joe Fogler, né le 17 mars 1884 à Brooklyn, New York et mort le 5 octobre 1930 à New York, est un coureur cycliste sur piste américain.

## Biographie
Fogler commence sa carrière amateur en 1903 en se plaçant second le 30 mai dans un 2 miles au vélodrome de Vailsburg à Newark (New Jersey) et le 1er aout sur un ½ mile sur la piste de Manhattan Beach et passe professionnel en 1904.
Fogler fut la star du meeting inaugural du vélodrome de Newark (New Jersey) le 16 avril 1911, gagnant 2 matches professionnels sur 1 et 5 miles devant Alfred Goullet et Paddy O'Sullivan Hehir.
Fogler prend sa retraite sportive en 1915 et devient le directeur des meetings à Chicago et jusqu'en 1920 il fut directeur des Six jours de New York. Il fit une dernière apparition le 22 mars 1959 comme juge au six jours de New York au vélodrome du 102nd Enginneers Armory, à Fort Washington (New York) .

## Palmarès

### Six jours
- Six jours de New York : 1905, 1906 (avec Eddy Root), 1911 (avec Jackie Clark), 1912 (avec Walter Rütt) et 1913 (avec Alfred Goullet)
- Six jours d'Atlanta : 1909 (avec Eddy Root)
- Six jours de Boston : 1912 (avec Jim Moran) et 1913 (avec Iver Lawson)
- Six jours de Paris : 1913 (avec Alfred Goullet)

## Hommage
- Prix Goullet-Fogler, course à l'américaine, 1926-1958 [2]